# ラーバンコミュニティ
ラーバンコミュニティ(Rurban community）とは、1915年に、アメリカ合衆国の農村社会学者C．G．ギャルビンが、南北戦争以降、産業資本等が大都市に集中し農村社会が孤立した状況に対して、都市社会と農村社会との融合として提起したコミュニティの観念。
ラーバン（rurban）は、ルーラル（農村の）とアーバン（都市の）の合成語。

## ラーバンデザイン
都市的状況と農的、自然的状況が共生する新しい生活環境像を積極的に模索、検討しそれを具現化しようとするものを日本ではラーバンデザイン(rurban design)と呼んでいる。これは人、もの、機能における都市的要素と農村的要素の混在の容認、受容と混在するそれらの連携、補完による共生を基本的な視座としている。
日本建築学会・編『ラーバンデザイン「都市×農村」のまちづくり』（技報堂出版、2007年）によると、
「ラーバン」という言葉は都市と農村の混在・混住地域の状況を示し、
両方の利点が生かされた良好な生活環境となりうる地域づくりへの取り組みや課題、法整備への提言として
多くの問題を抱えている混在・混住のエリアを積極的に可能性を評価して位置づけ、それをラーバンエリアと呼び、
その計画・デザインに関して発信することをラーバンデザイン大きな目標としているとされる。
そしてラーバンエリアでのまちづくりの取組みを収集しそれらを紡ぎ摺り合わせてラーバンデザインというものの有り様を明確にするという試みから、日本建築学会の農村計画委員会で農村計画ラーバンデザイン小委員会が設けられている。